# Campionatul European de Cros din 1994
Prima ediție a Campionatului European de Cros s-a desfășurat pe 10 decembrie 1994 la Alnwick, Marea Britanie. Au participat 172 de sportivi din 23 de țări.

## Rezultate

### Masculin
| Loc | Sportiv            | Timp  |
| --- | ------------------ | ----- |
|     | Paulo Guerra       | 27:43 |
|     | Domingos Castro    | 27:59 |
|     | Antonio Serrano    | 28:03 |
| 4   | José Carlos Adán   | 28:06 |
| 5   | Abdellah Béhar     | 28:08 |
| 6   | Luca Barzaghi      | 28:10 |
| 7   | José Manuel García | 28:11 |
| 8   | António Pinto      | 28:12 |
| 9   | Alberto Maravilha  | 28:13 |
| 10  | Mustapha Essaïd    | 28:19 |

| Loc | Țară | Puncte                    |
| --- | --- | ------------------------- |
|     | Portugalia Paulo Guerra Domingos Castro António Pinto Alberto Maravilha João Junqueira Dionísio Castro    | 20 1 2 8 9 (12) (50)      |
|     | Spania Antonio Serrano José Carlos Adán José Manuel García Alejandro Gómez Alberto Juzdado José Ramón Rey | 27 3 4 7 13 (22) (59)     |
|     | Franța Abdellah Béhar Mustapha Essaïd Mohamed Ezzher Bertrand Frechard Bruno Le Stum Paul Arpin           | 50 5 10 17 18 (20) (50)   |
| 4   | Regatul Unit Andrew Pearson Barry Royden Richard Nerurkar Dave Lewis Adrian Passey Steffan White          | 77 11 14 25 27 (29) (47)  |
| 5   | Italia Luca Barzaghi Vincenzo Modica Eugenio Frangi Paolo Donati Andrea Arlati Umberto Pusterla           | 84 6 24 26 28 (33) (36)   |
| 6   | Țările de Jos Marco Gielen Greg Van Hest Kamiel Maase Marcel Laros Marcel Versteeg Simon Vroemen          | 132 21 31 34 46 (64) (65) |

### Feminin
| Loc   | Sportivă                 | Timp  |
| ----- | ------------------------ | ----- |
|       | Catherina McKiernan      | 14:29 |
|       | Julia Vaquero            | 14:30 |
|       | Elena Fidatov            | 14:43 |
| 4     | Alla Jileaeva            | 14:45 |
| 5     | Maria Rebelo             | 14:46 |
| 6     | Fernanda Ribeiro         | 14:47 |
| 7     | Mariana Chirilă-Stănescu | 14:48 |
| 8     | Lieve Slegers            | 14:49 |
| 9     | Blandine Bitzner-Ducret  | 14:50 |
| 10    | Tamara Koba              | 14:51 |
| [...] |                          |       |
| 16    | Margareta Elena          | 14:56 |
| 17    | Cristina Misaroș         | 14:56 |
| 62    | Daniela Bran             | 14:56 |

| Loc | Țară                                                                                                   | Puncte                |
| --- | --- | --------------------- |
|     | România · Elena Fidatov · Mariana Chirilă-Stănescu · Margareta Elena · Cristina Misaroș · Daniela Bran | 26 3 7 16 (17) (62)   |
|     | Franța Maria Rebelo Blandine Bitzner-Ducret Farida Fates Odile Ohier Laurence Duquenoy                 | 28 5 9 14 (25) (34)   |
|     | Portugalia Fernanda Ribeiro Carla Sacramento Ana Dias Conceição Ferreira                               | 29 6 11 12 (20)       |
| 4   | Spania Julia Vaquero Rocio Rios Carmen Fuentes Natalia Azpiazu Teresa Recio                            | 45 2 21 22 (35) (61)  |
| 5   | Italia Flavia Gaviglio Maria Curatolo Nives Curti Simona Viola Orietta Mancia                          | 62 13 19 30 (40) (43) |
| 6   | Belgia · Lieve Slegers · Veronique Collard · Marleen Renders · Anja Smolders · Betty Van Steenbroeck   | 64 8 18 38 (42) (47)  |

## Clasament pe medalii
| Loc   | Țară       | Aur | Argint | Bronz | Total |
| ----- | ---------- | --- | ------ | ----- | ----- |
| 1     | Portugalia | 2   | 1      | 1     | 4     |
| 2     | România    | 1   | 0      | 1     | 2     |
| 3     | Irlanda    | 1   | 0      | 0     | 1     |
| 4     | Spania     | 0   | 3      | 0     | 3     |
| 5     | Franța     | 0   | 1      | 1     | 2     |
| Total | Total      | 4   | 4      | 4     | 12    |